# Corydalis flexuosa
Espèce
Classification APG III (2009)
Corydalis flexuosa est une espèce de plantes à fleurs de la famille des Fumariaceae, selon la classification classique, et de la famille des Papaveraceae, selon la classification phylogénétique (APGIII). C'est une plante herbacée originaire de la Chine.
Cette espèce découverte en 1869 par le père David dans les montagnes du Tibet oriental ne sera introduite en culture qu’un siècle plus tard. Les horticulteurs ont obtenu des variétés aux couleurs bleu ciel teinté de mauve, très attrayantes pour les jardins.

## Étymologie et histoire de la nomenclature
Le nom de genre Corydalis créé par Pyrame de Candolle vient du grec κορυδαλλος korydallos « alouette huppée », parce que l’éperon de la corolle des Corydales rappelle le doigt postérieur de la patte d’une alouette.
L’épithète spécifique flexuosa vient du latin flexuosus, a, um « tortueux, sinueux ».

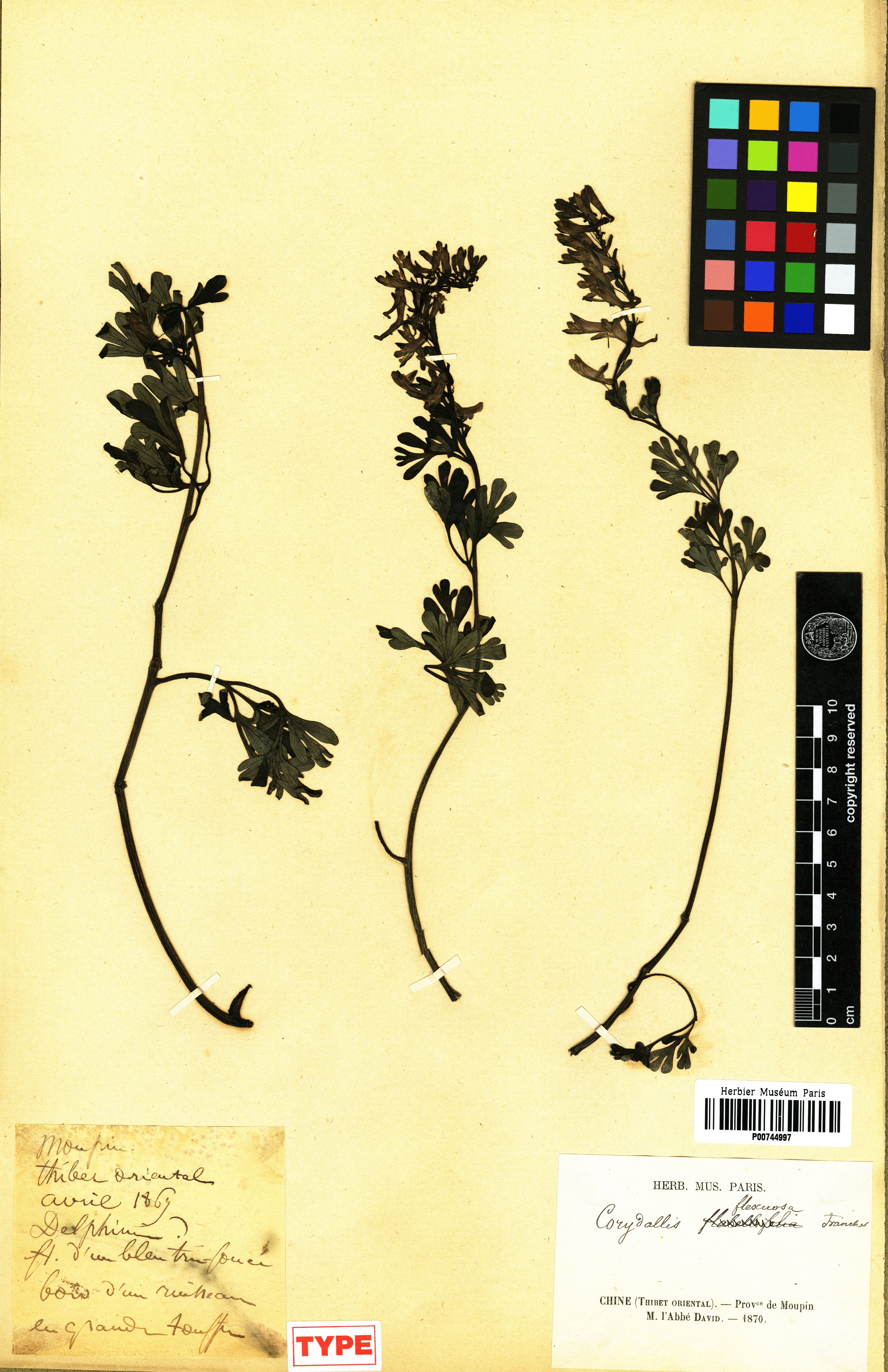
Type, plante récoltée par le père David, MNHN

Cette espèce a été découverte par le missionnaire botaniste Armand David, à Moupine au Tibet oriental en avril 1869. Il la récolta sur les bords d’un ruisseau de montagne où elle poussait en grandes touffes avec des fleurs d’un bleu très foncé (voir sa planche d’herbier ci-contre) dans une région que l’on sait être maintenant un « point chaud de biodiversité ». Plus du quart des espèces mondiales de Rhododendron, de Primula, de Corydalis etc. se trouvent dans le point chaud des Monts Hengduan dans la région de Centre-Sud de la Chine.  
Lors de son séjour dans cette région montagneuse à l’ouest de Chengdu où vivait à l’époque l’ethnie tibéto-birmane Gyarong, le père David fit une collecte abondante et de qualité d’espèces inconnues de plantes, mammifères, oiseaux et insectes qu’il envoyait par caisses entières au Muséum de Paris.
Le botaniste du Muséum Adrien Franchet donna une description de l’espèce dans Plantae Davidianae ex sinarum imperio, en 1885.
Cette plante vivace à floraison printanière très attrayante avec un feuillage délicat et des grappes de fleurs bleues insolites, due attendre un siècle avant d’être introduite en culture.

## Description

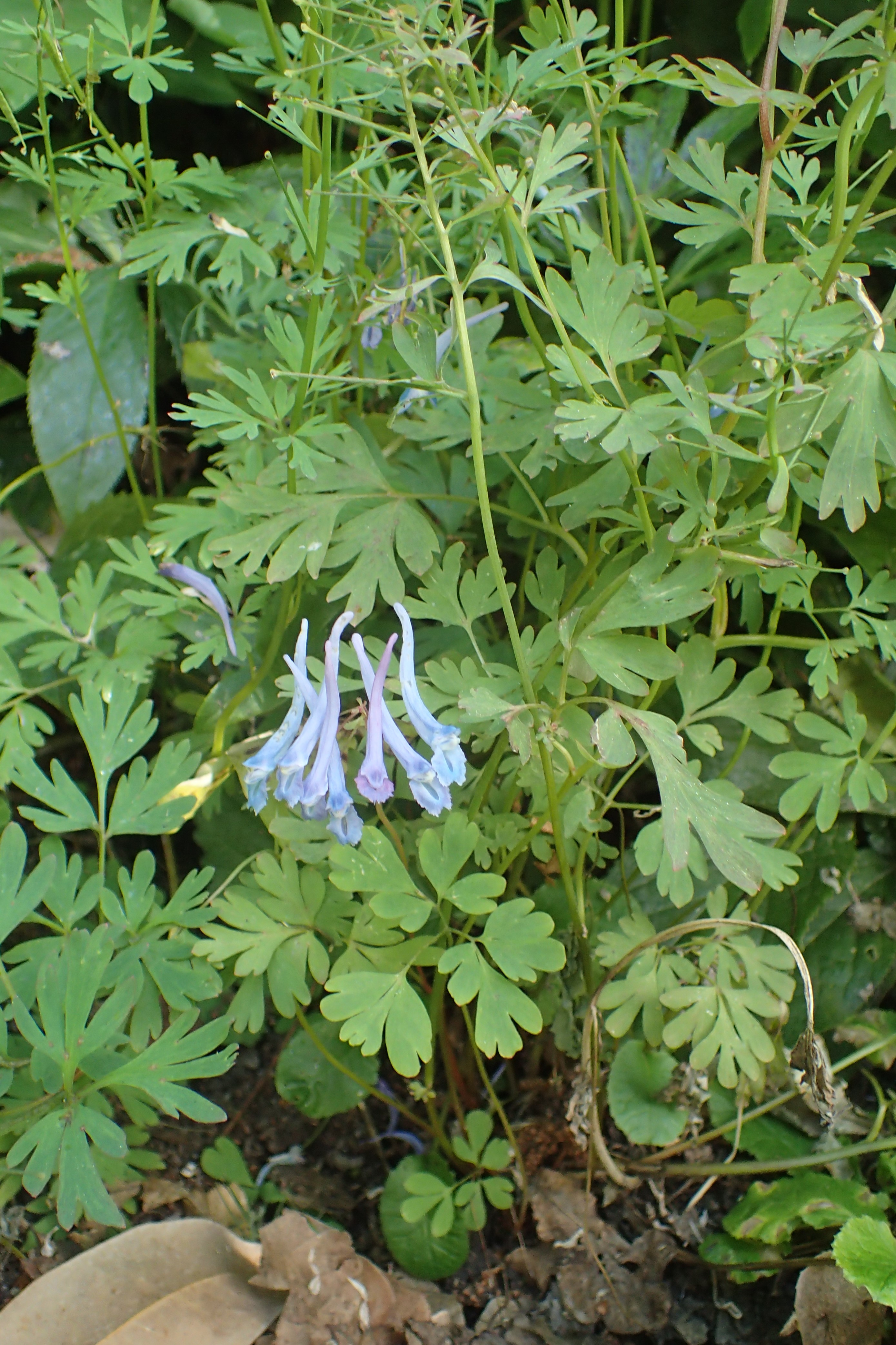
C. flexuosa ’China Blue’

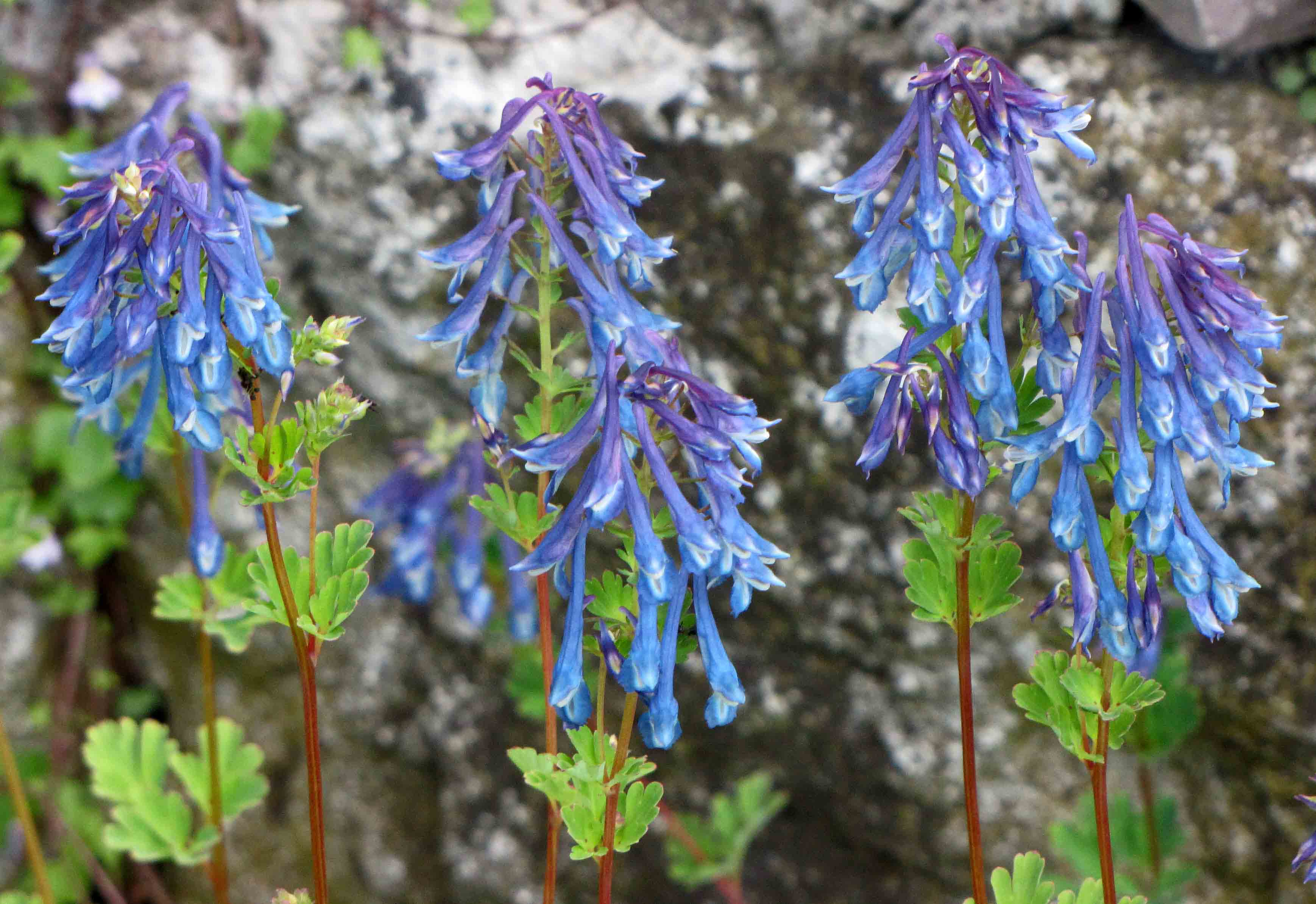
Racèmes et feuilles caulinaires supérieures de C. flexuosa ‘Purple leaf’

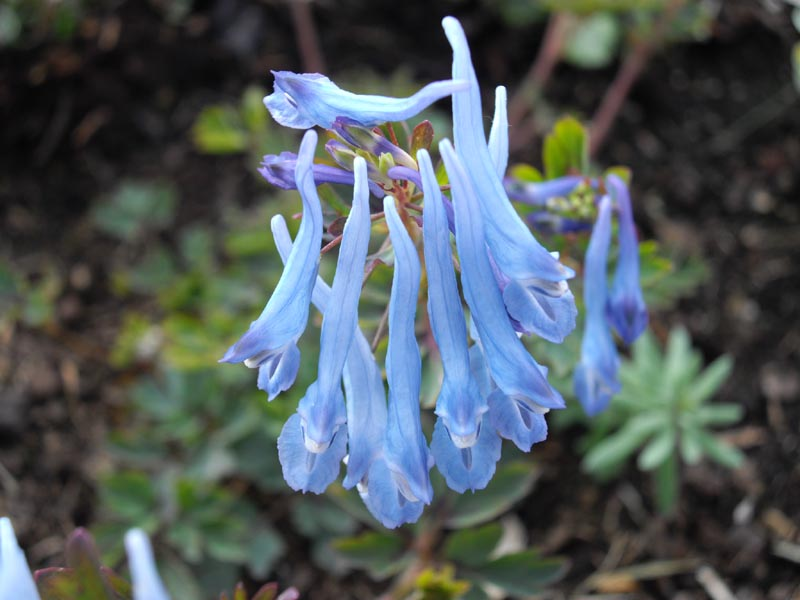
C. flexuosa ’China Blue’

C. flexuosa est une plante herbacée, vivace, de 20 à 50 cm de hauteur, ayant un rhizome horizontal, couvert de bases pétiolaires charnues persistantes et d’écailles.
Les tiges simples ou ramifiées, portent 3 ou 4 feuilles éparses. Les feuilles radicales, portées par un pétiole de 4 à 12 cm, possèdent un limbe de couleur vert glauque au-dessus, pruineux au-dessous, de 4-8 x 3–6 cm, composé bi- à triterné, aux pennes pétiolulées. Les feuilles caulinaires les plus basses sont longuement pétiolées, les plus hautes sont (sub)sessiles, le limbe est orbiculaire à largement ovale, découpé en 2 ou 3 segments.
L’inflorescence est un racème de 4–8 cm, portant 10 à 20 fleurs. La fleur à deux lèvres porte des sépales orbiculaires minuscules (1 mm) et une corolle zygomorphe bleu pâle à indigo parfois blanc, avec le pétale supérieur muni d'un éperon cylindrique de 13–18 mm qui lui donne un aspect allongé.
La floraison a lieu de mai à juin.
Son fruit est une longue gousse, de 15–22 x1 mm, à 13–17 graines.

## Taxons subordonnés
C. flexuosa compte deux sous-epèces:
- Corydalis flexuosa subsp. flexuosa
- Corydalis flexuosa subsp. pseudoheterocentra (Fedde) Lidén ex C.Y.Wu

## Distribution et habitat
Corydalis flexuosa est originaire de la province du Sichuan en Chine.
Elle croît dans les forêts, les clairières, pentes herbeuses, bords de rivière et roches humides, à 1 300–2 700 m.

## Horticulture
Cette espèce a commencé à être cultivée seulement à fin du XXe siècle.
C’est une vivace robuste qui convient aux zones fraîches des jardins, mais aussi aux potées fleuries. La croissance moyennement rapide de ce corydale lui permet d'occuper 30 cm en tous sens en deux ans. Cette plante forme une touffe compacte et dense et peut s'étendre en couvre-sol grâce à ses stolons.

### Cultivars
Les cultivars  'Pere David', 'Purple Leaf', 'Blue Panda' et 'China Blue' ont été développés.